# Melanodryas vittata
La petroica de Tasmania (Melanodryas vittata) es una especie de ave paseriforme de la familia Petroicidae endémica de Tasmania e islas aledañas.

## Subespecies
- Melanodryas vittata kingi
- Melanodryas vittata vittata